# أبواب سور حريم دار الخلافة العباسية في بغداد
أبواب سور دار الخلافة والحريم

## مقدمة
عندما انتقلت دار  الخلافة العباسية من الجانب الغربي لبغداد إلى الضفة الشرقية من نهر دجلة. كان قد بني سور دائري له تسعة أبواب أحاط بحريم دار الخلافة ودار الخلافة، كهيئة الهلال أو نصف دائرة يبتدأ من ضفة دجلة جنوب محلة سوق الثلاثاء، عند شريعة السموأل شرق المدرسة المرجانية وينتهي عند دجلة جنوبا، عند شريعة المربعة الحالية أو نحوها تحت قصر التاج، ويقدر مصطفى جواد الحد الجنوبي عند قبر السيد سلطان علي. ولا يعلم تاريخ بناء السور على التحقيق، ومن المرجح، أنه بدأ ببناءه في عهد المعتضد بالله في الفترة من 279-289 ه‍، وأتمه من جاء بعده من الخلفاء.
 وبهذا الحريم محال وأسواق ودور للرعية وهو كأكبر مدينة تكون، وبين دور الرعية التي داخل هذا السور وبين دجلة سور آخر، وداخل السور الثاني دور الخلافة لا يدخلها شيء من دور العامة. وبين الجانبين جسران منصوبان على دجلة شرقاً بغرب على سفن وزوارق أوقفت في الماء ومدت بينها السلاسل الحديد المكعبة بالمكعبات الثقال وفوقها الخشب الممدود، وعليها التراب الممدود يمر عليها أهل كل جانب إلى الجانب الآخر بالحمر والجمال والحمول، وعلى ضفتي دجلة قصور الخلافة والمدارس والأبنية العلية بالشبابيك والطاقات المطلة على دجلة وبناؤها بالآجر. ومن بيوتها ما هو مفروش بالآجر آيضاً ملصق بالقير وهو الزفت، ولهم الصنائع العجيبة في التزويق بالآجر وبها وجوه الخير من الجوامع والمساجد والمدارس والخوانق والربط والبيرماستانات والصدقات الجارية ووجوه المعونة وناهيك انها كانت دار الخلافة ومقر ملوك الأرض. ولابد ان نفرق بين أبواب سور بغداد وابواب دار الخلافة العباسية، وهذه الأبواب التي سنذكرها هي من أبواب سور دار الخلافة.

## أبواب سور حريم دار الخلافة
- باب الغربة.
- باب سوق التمر.
- باب بدر.
- باب النوبي.
- باب العامة.
- باب النصر.
- باب الخاصة.
- باب البستان.
- باب المراتب.[5]